# آمتسل
آمتسل (به آلمانی: Amtzell) یک شهرداری در آلمان است که در بادن-وورتمبرگ واقع شده‌است.

## خصوصیات
آمتسل ۳۰٫۵۶ کیلومترمربع مساحت دارد ۵۵۶ متر بالاتر از سطح دریا واقع شده‌است.

## خواهرخوانده
شهر Cosne-d'Allier خواهرخواندهٔ آمتسل است.